# Muhlenbergia dumosa
Muhlenbergia dumosa es una especie de la familia Poaceae conocida por el nombre común de Bamboo muhly. 

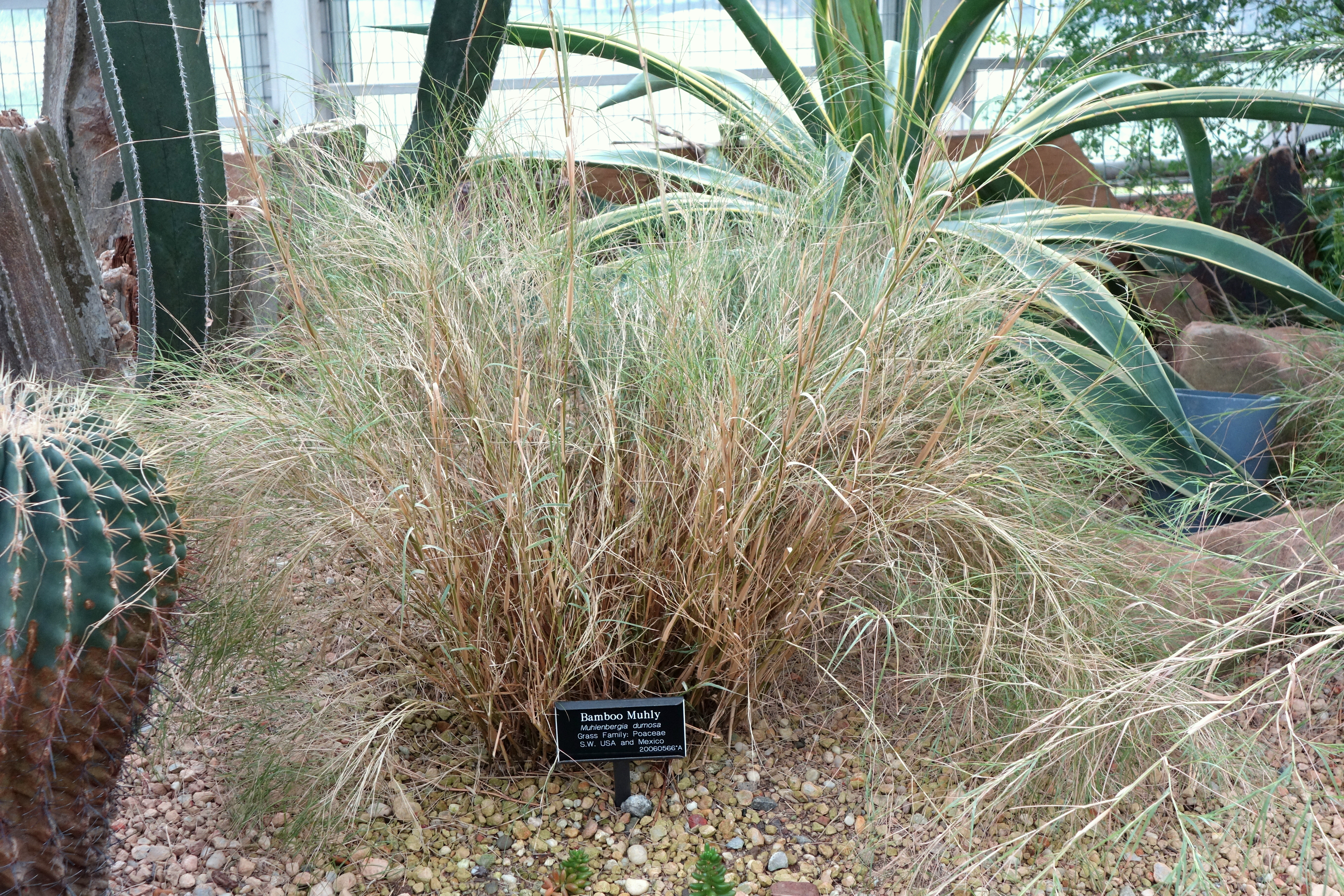
Vista de la planta

## hábitat
Es nativa de las montañas de la zona norte de México, y en el sur de Arizona, donde se le puede encontrar en hábitat de pleno sol.
En los Estados Unidos en zonas bioclimáticas USDA 7-10, con requerimientos hídricos de medios a bajos.

## Descripción
Es una hierba perenne rizomatosa que alcanza una talla de 1 a 2 metros.
Esta hierba tiene hojas parecidas a las de los helechos y una textura de encaje que le da un aspecto de bambú, de ahí el nombre común. 
El hábito de crecimiento es ascendente con una leve tendencia al arqueamiento, éste no es invasor porque es una mata y no se cultiva bien. Tolerará una cierta sequía pero medrará mejor en un suelo bien drenado húmedo. 
A finales del otoño y en invierno las extremidades del follaje se adornan con las masas de las pequeñas flores que dan a la planta un aspecto rosáceo verde pálido
Esta es una hierba excelente a utilizar como planta ornamental de fondo en el jardín, tanto cultivada en el suelo, como en una maceta. 

## Taxonomía

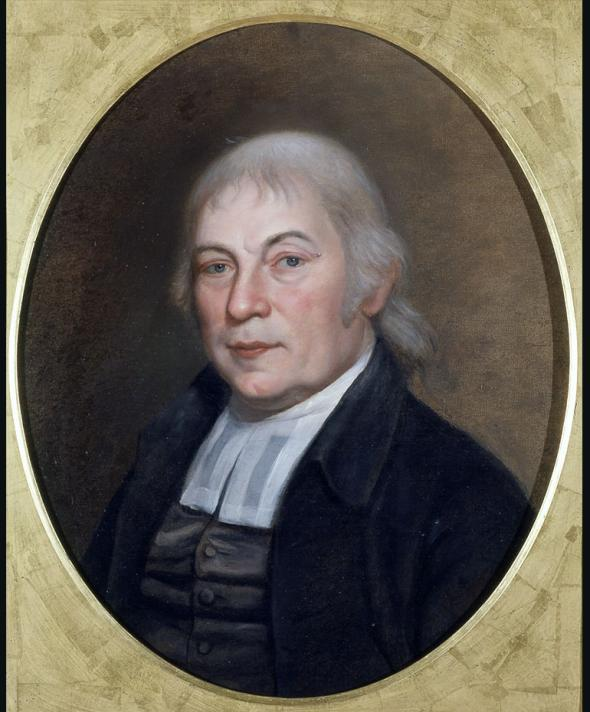
Retrato de Henry Ernest Muhlenberg a quien le dedicaron el género

Muhlenbergia dumosa fue descrita por (Scribn. ex Vasey  y publicado en Contributions from the United States National Herbarium 3(1): 71. 1892.
Etimología
Muhlenbergia: nombre genérico que fue otorgado en honor de Henry Ernest Muhlenberg.
dumosa: epíteto latíno que significa "arbustivo".
Sinonimia
- Muhlenbergia dumosa var. minor Scribn. ex Beal[3][4]